# Прапор Івано-Франківська
Пра́пор Іва́но-Франкі́вська — офіційний символ міста Івано-Франківськ. 
Затверджений міською радою 17 лютого 1995 року.

## Опис
Прапор має вигляд полотнища з пропорціями 1,5:2. З двох боків прапора — блакитні смуги шириною 1/4 довжини прапора, середня частина — білого кольору. Посередині білого поля — зображення малого герба міста.

## Хоругва міської ради
Хоругва міської ради — це квадратне полотнище білого кольору, по краях якого — вертикальні сині смуги (співвідношення 1:5), що символізують дві Бистриці, які протікають через місто. А посередині — зображення герба міста.